# Acanthaptinus triplehorni
Acanthaptinus triplehorni is een keversoort uit de familie klopkevers (Ptinidae). De wetenschappelijke naam van de soort werd in 2005 gepubliceerd door Grebelnyi.